# Безуглая, Людмила Яковлевна
Людми́ла Я́ковлевна Безу́глая (род. 1 января 1946, с. Средняя Губа (Среднее), Мурманская область) — украинский политик.

## Биография
Родилась 1 января 1946 в селе Средняя Губа (Среднее) Полярного района Мурманской области.
В 1973 году окончила Магнитогорский государственный педагогический институт по специальности «математика».
В 1964—1981 годах работала учителем математики Богдановской средней школы; директором вечерней средней школы; заведующей районного отдела народного образования Кизильского райисполкома Челябинской области.
С 1981 года жила в Каховке (Херсонская область), работала заместителем директора средней школы № 1; директором восьмилетней школы № 8, учителем математики школы № 6.
В 1995—1996 годах — помощник народного депутата Украины; в 1996—1998 — заместитель директора Центра по усыновлению детей при Министерстве образования Украины.
По завершении полномочий народного депутата — на пенсии, живёт в Киеве.

## Политическая деятельность
Член Прогрессивной социалистической партии Украины, председатель Одесской областной организации партии.
С 1998 по 2002 — народный депутат Украины 3-го созыва (была избрана по списку ПСПУ, № 16). В Верховной Раде состояла во фракции ПСПУ (по февраль 2000), была членом Комитета по вопросам прав человека, национальных меньшинств и межнациональных отношений (с июля 1998).
В 2002 и 2006 годах баллотировалась в народные депутаты Украины (в 2002 — по списку «Блока Наталии Витренко», под номером 3; в 2006 — по списку блока Наталии Витренко «Народная оппозиция», под номером 4); обе избирательные кампании были проиграны.